# 대한민국 국가유산청
국가유산청(國家遺産廳)은 국가유산에 관한 사무를 관장하는 대한민국의 중앙행정기관이다. 청장은 차관급 정무직공무원으로, 차장은 고위공무원단 가등급에 속하는 일반직공무원으로 보한다.

## 소관 사무
- 국가유산의 보존·관리·활용·조사·연구 및 국가유산 가치의 창조적 계승·발전에 관한 사무

## 연혁
- 1948년 7월 17일: 문교부에 문화국을 설치.[4]
- 1955년 2월 17일: 문교부 문화국에 문화보존과를 설치, 명승, 천연기념물, 국보, 유림단체, 고적, 종교, 유도, 각종유사종교, 전릉, 서원, 사우, 박물관, 동물원, 식물원 등을 관리
- 1955년 6월 8일: 대통령 소속으로 구황실재산사무총국과 구황실재산관리위원회 설치.[5]
- 1961년 10월 2일: 문교부 문화국, 구황실재산사무총국과 구황실재산관리위원회를 통합하여 문교부의 외국으로 문화재관리국을 설치.[6]
- 1968년 7월 24일: 문화공보부 소속으로 변경.[7]
- 1989년 12월 30일: 문화부 소속으로 변경.[8]
- 1993년 3월 6일: 문화체육부 소속으로 변경.[9]
- 1998년 2월 28일: 문화관광부 소속으로 변경.[10]
- 1999년 5월 24일: 문화재청으로 개편.[11]
- 2008년 2월 29일: 문화체육관광부 소속으로 변경.[12]
- 2024년 5월 17일: 「국가유산기본법」에 따라 문화재청에서 국가유산청으로 명칭 변경.[13]

## 조직
| 국                 | 담당관실·과 |
| 청장 산하 하부조직 | 청장 산하 하부조직 |
| ------------------ | --- |
|                    | 대변인실 |
| 차장 산하 하부조직 | |
|                    | 지방소멸위기유산대응단ㆍ국가유산산업육성팀                                                                                             |
| 기획조정관실       | 기획재정담당관실ㆍ혁신행정담당관실ㆍ법무감사담당관실ㆍ디지털정보담당관실                                                               |
|                    | 운영지원과 |
| 유산정책국         | 종교유산협력관실ㆍ정책총괄과ㆍ안전방재과ㆍ교육활용과ㆍ세계유산정책과ㆍ국외유산헙력과                                                   |
| 문화유산국         | 문화유산정책과ㆍ견축유산팀ㆍ근현대유산과ㆍ민속유산팀ㆍ수리기술과ㆍ역사유적과ㆍ고도보존육성팀ㆍ유적발굴과ㆍ역사문화권과ㆍ신라왕경추진단 |
| 자연유산국         | 자연유산정책과ㆍ동식물유산과ㆍ지질유산팀ㆍ명승전통조경과                                                                               |
| 무형유산국         | 무형유산정책과ㆍ지정심사과ㆍ전승지원과ㆍ조사연구기록과                                                                                 |

### 소속기관
- 청장의 관장 사무를 지원하는 기관
  - 한국전통문화대학교, 국립고궁박물관, 현충사관리소, 칠백의총관리소, 만인의총관리소, 국립무형유산원
- 청장의 관장 사무를 지원하는 책임운영기관
  - 국립문화유산연구원, 국립해양유산연구소, 궁능유적본부,국외소재문화유산재단

### 소속 자문위원회
| 위원회명                       | 주관부처   | 설치근거                               | 비고 |
| ------------------------------ | ---------- | -------------------------------------- | ---- |
| 고도보존육성중앙심의위원회     | 국가유산청 | 고도보존에관한특별법(제5조)            |      |
| 국외소재문화유산재단           | 국가유산청 | 문화유산법 제69조의2                   |      |
| 문화재보호기금심의회           | 국가유산청 | 문화재보호기금법 제8조                 |      |
| 문화유산위원회                 | 국가유산청 | 국가유산기본법 제9조                   |      |
| 한국전통문화대학교대학원위원회 | 국가유산청 | 한국전통문화대학교 설치법 시행령 제8조 |      |

## 정원
국가유산청에 두는 공무원의 정원은 다음과 같다.
| 총계      | 총계              | 293명 |
| --------- | ----------------- | ----- |
| 정무직 계 | 정무직 계         | 1명   |
|           | 청장              | 1명   |
|           |                   |       |
| 일반직 계 | 일반직 계         | 292명 |
|           | 고위공무원단      | 5명   |
|           | 3급 이하 5급 이상 | 100명 |
|           | 6급 이하          | 181명 |
|           | 전문경력관        | 6명   |

## 재정
총수입·총지출 기준 2023년 재정 규모는 다음과 같다.
| 구분           | 세입예산        | 작년 대비 증감 |
| -------------- | --------------- | -------------- |
| 일반회계       | 512억 7200만 원 | -6.74%         |
| 문화재보호기금 | 73억 4000만 원  | -35.27%        |
|                |                 |                |
| 합계           | 586억 1200만 원 | -11.62%        |

| 구분                 | 구분   | 세출예산             | 작년 대비 증감 |
| -------------------- | ------ | -------------------- | -------------- |
| 일반회계             | 문화재 | 1조 1878억 2500만 원 | +13.78%        |
| 국가균형발전특별회계 | 문화재 | 21억 원              | -78.29%        |
| 문화재보호기금       | 문화재 | 1608억 6900만 원     | +8.9%          |
|                      |        |                      |                |
| 합계                 | 합계   | 1조 3507억 9400만 원 | +12.43%        |

## 같이 보기
- 정부대전청사
- 국가유산청장
- 국가유산청 차장

### 내용주
1. ↑  2024년 11월 16일까지 존속하는 한시조직.
2. ↑  2025년 8월 9일까지 존속하는 한시조직.
3. ↑  한시정원 3명 포함.
4. ↑  시간선택제채용공무원 1.0명, 한시정원 1명 포함.

### 참조주
1. 1 2  「문화재청과 그 소속기관 직제」 별표 1·별표 4
2. 1 2  기획재정부. “열린재정 > 재정연구분석 > 재정분석통계 > 예산편성현황(총수입)”. 《열린재정》. 2023년 1월 8일에 확인함.
3. 1 2  기획재정부. “열린재정 > 재정연구분석 > 재정분석통계 > 세목 예산편성현황(총지출)”. 《열린재정》. 2023년 1월 8일에 확인함.
4. ↑  대통령령 제22호
5. ↑  대통령령 제1035호 및 대통령령 제1036호
6. ↑  법률 제734호
7. ↑  법률 제2041호
8. ↑  법률 제4183호
9. ↑  법률 제4541호
10. ↑  법률 제5529호
11. ↑  법률 제5982호
12. ↑  법률 제8852호
13. ↑  법률 제20309호